# Donacospize des marais
Donacospiza albifrons
Genre
Espèce
Statut de conservation UICN

 LC  : Préoccupation mineure
Le Donacospize des marais (Donacospiza albifrons) est une espèce de passereau de la famille des Thraupidae. C'est la seule espèce du genre Donacospiza.

## Répartition
Il vit en Amérique du Sud, on le trouve en Bolivie, au Brésil, au Paraguay, en Argentine et en Uruguay.

### GenreDonacospiza
- (en) Congrès ornithologique international : Donacospiza albifrons dans l'ordre Passeriformes (consulté le 19 mai 2015)
- (en) Zoonomen Nomenclature Resource (Alan P. Peterson) : Donacospiza  dans Thraupidae
- (en) Catalogue of Life : Donacospiza Cabanis, 1851 (consulté le 11 décembre 2020)
- (fr + en) ITIS : Donacospiza  Cabanis, 1851
- (en) Animal Diversity Web : Donacospiza
- (en) UICN : taxon  Donacospiza  (consulté le 7 janvier 2023)

### EspèceDonacospiza albifrons
- (fr) Oiseaux.net : Donacospiza albifrons (+ répartition)
- (en) Zoonomen Nomenclature Resource (Alan P. Peterson) : Donacospiza albifrons  dans Thraupidae
- (en) Catalogue of Life : Donacospiza albifrons (Vieillot, 1817) (consulté le 17 décembre 2020)
- (fr + en) ITIS : Donacospiza albifrons  (Vieillot, 1817)
- (en) Animal Diversity Web : Donacospiza albifrons
- (en) UICN : espèce Donacospiza albifrons (Vieillot, 1817) (consulté le 19 mai 2015)